# Céline (téléfilm)
Pour les articles homonymes, voir Céline.
Pour plus de détails, voir Fiche technique et Distribution.
Céline est un téléfilm canadien en deux parties réalisé par Jeff Woolnough, diffusé en 2008. Il s'agit de la biographie de la chanteuse Céline Dion.

## Synopsis
Le téléfilm raconte la vie de Céline, une jeune fille qui a commencé à chanter dans le restaurant de ses parents, et qui est devenue au cours de sa carrière une chanteuse au succès planétaire. Il revient sur les principales étapes de sa vie (sa rencontre avec René Angélil, ses premiers succès, l'enregistrement de la bande originale de Titanic, etc.).

## Fiche technique
Sauf indication contraire, les informations mentionnées dans cette section peuvent être confirmées par la base de données cinématographiques IMDb,  présente dans la section « Liens externes ».
- Titres original, français et québécois : Céline
- Réalisation : Jeff Woolnough
- Scénario : Donald Martin
- Musique : Jack Lenz
- Direction artistique : Mark Duffield
- Décors : Peter Wilde
- Costumes : Michael Harris
- Photographie : Mirosław Baszak
- Montage : Mike Lee
- Production : Laszlo Barna et Steven Silver
- Sociétés de distribution : Barna-Alper Productions et Chart Topping Productions
- Société de distribution : Canadian Broadcasting Corporation
- Pays de production :  Canada
- Langue originale : anglais
- Format : couleur
- Genres : biographie, drame, musical
- Durée : 120 minutes
- Dates de première diffusion :
  - États-Unis : 10 mai 2008 (avant-première télévisuelle)
  - Canada : 3 octobre 2008
  - France : 2 janvier 2009 sur M6[2]

## Distribution
- Christine Ghawi (VF : Noémie Orphelin) : Céline Dion
  - Jodelle Ferland (VF : Claire Bouanich): Céline, jeune
- Peter MacNeill (VF : Jean-Claude Sachot) : Adhémar Dion
- Louise Pitre (VF : Dany Laurent) : Thérèse Dion
- Mac Fyfe : Michel Dion
- Natalie Radford (VF : Ninou Fratellini) : Anne Renée
- Enrico Colantoni (VF : Philippe Bellay) : René Angélil
- Raymond Accolas : Eddy Marnay
- Grant Nickalls (VF : Constantin Pappas) : David Foster
- Elvira Hopper : Ginette Reno
- Nigel Hamer (VF : Hubert Drac) : James Horner

## Production

### Tournage
Le tournage a lieu au Canada, principalement à Ontario et à Toronto, entre le 9 avril et le 3 mai 2007[réf. nécessaire].

## Distinctions

### Récompense
- Cérémonie des Prix Gemini 2009 : prix Gemini de la meilleure actrice dans un téléfilm ou une mini-série pour Christine Ghawi[3]

### Nominations
- Cérémonie des Prix Gemini 2009 :
  - Meilleur téléfilm
  - Meilleur scénario dans une émission dramatique ou une mini-série pour Donald Martin